# Ju-Jitsu ai Giochi mondiali 2022 - Ne-waza 69 kg maschile
La gara di ne-waza 69kg maschile di ju-jitsu ai Giochi mondiali 2022 si è svolta il 15 luglio 2022 a Birmingham.

## Risultati

### Fase preliminare

#### Gruppo A
| Pos | Atleta            | G | W | L | PF | PA | PD  | Pts |
| --- | ----------------- | - | - | - | -- | -- | --- | --- |
| 1   | Mohamed Alsuwaidi | 2 | 2 | 0 | 16 | 2  | +14 | 4   |
| 2   | Viki Dabush       | 2 | 1 | 1 | 16 | 2  | +14 | 2   |
| 3   | Carlos Velasquez  | 2 | 0 | 2 | 0  | 28 | −28 | 0   |

#### Gruppo B
| Pos | Atleta             | G | W | L | PF | PA | PD  | Pts |
| --- | ------------------ | - | - | - | -- | -- | --- | --- |
| 1   | Florian Bayili     | 2 | 2 | 0 | 20 | 2  | +18 | 4   |
| 2   | Valentin Blumental | 2 | 1 | 1 | 2  | 6  | −4  | 2   |
| 3   | Adrian Milord      | 2 | 0 | 2 | 0  | 14 | −14 | 0   |

### Fase finale
|  | Semifinale         | Semifinale         | Semifinale     |                |                   | Finale             | Finale             | Finale            |  |
|  |                    |                    |                |                |                   |                    |                    |                   |  |
|  | Mohamed Alsuwaidi  | Mohamed Alsuwaidi  | 14             |                |                   |                    |                    |                   |  |
|  | Mohamed Alsuwaidi  | Mohamed Alsuwaidi  | 14             |                |                   |                    |                    |                   |  |
|  | Valentin Blumental | Valentin Blumental | 0              |                |                   |                    |                    |                   |  |
|  | Valentin Blumental | Valentin Blumental | 0              |                | Mohamed Alsuwaidi | Mohamed Alsuwaidi  | 0                  |                   |  |
|  |                    |                    |                |                | Mohamed Alsuwaidi | Mohamed Alsuwaidi  | 0                  |                   |  |
|  |                    |                    | Florian Bayili | Florian Bayili | 0                 |                    |                    |                   |  |
|  | Florian Bayili     | Florian Bayili     | Florian Bayili | Florian Bayili | 0                 | 14                 |                    |                   |  |
|  | Florian Bayili     | Florian Bayili     |                |                |                   | 14                 |                    |                   |  |
|  | Viki Dabush        | Viki Dabush        | 0              |                |                   | Finalina 3º posto  | Finalina 3º posto  | Finalina 3º posto |  |
|  | Viki Dabush        | Viki Dabush        | 0              |                |                   |                    |                    |                   |  |
|  |                    |                    |                |                |                   |                    |                    |                   |  |
|  |                    |                    |                |                |                   | Valentin Blumental | Valentin Blumental | 0                 |  |
|  |                    |                    |                |                |                   | Valentin Blumental | Valentin Blumental | 0                 |  |
|  |                    |                    |                |                |                   | Viki Dabush        | Viki Dabush        | 4                 |  |